# Liste der Bodendenkmale in Groß Meckelsen
In der Liste der Bodendenkmale in Groß Meckelsen sind alle Bodendenkmale der niedersächsischen Gemeinde Groß Meckelsen aufgeführt. Die Quelle ist der Denkmalatlas Niedersachsen. 
Der Stand der Liste ist der 7. Dezember 2024.
Allgemein

Groß Meckelsen im Landkreis Rotenburg (Wümme)

In den Spalten finden sich folgende Informationen des Bodendenkmales:
Lagegeographische Koordinaten
BezeichnungBezeichnung lt. Denkmalatlas
BeschreibungBeschreibung lt. Denkmalatlas
IDObjekt-ID
BildBild, ggf. zusätzlich mit Link zu weiteren Fotos im Medienarchiv Wikimedia Commons.

## Groß Meckelsen
| Lage                        | Bezeichnung                  | Beschreibung | ID       | Bild |
| --------------------------- | ---------------------------- | --- | -------- | ---- |
| 53° 17′ 46″ N, 9° 26′ 10″ O | Groß Meckelsen 21, Grabhügel | Durchmesser ca. 12 m und Höhe ca. 0,7 m. Rundlich. Rand abgesetzt, Oberfläche sehr unruhig.                                                        | 28982573 | BW   |
| 53° 17′ 25″ N, 9° 27′ 55″ O | Groß Meckelsen 29, Grabhügel | Durchmesser ca. 10 m und Höhe ca. 0,6 m. West-Seite durch Weg um etwa 1 m angeschnitten; alte Eingrabung/Einsenkung im Zentrum.                    | 28982703 | BW   |
| 53° 16′ 39″ N, 9° 27′ 2″ O  | Groß Meckelsen 55, Grabhügel | Durchmesser ca. 12 – 14 m und Höhe ca. 0,8 m. Rund. Nach Süden eine etwas flachere Erweiterung. Alte Eingrabung im Zentrum.                        | 28982576 | BW   |
| 53° 16′ 42″ N, 9° 26′ 25″ O | Groß Meckelsen 56, Grabhügel | Durchmesser ca. 17 m und Höhe ca. 0,9 m. Rand deutlich abgesetzt; ältere überwachsene Rückegasse von Ost nach West.                                | 28982579 | BW   |
| 53° 16′ 40″ N, 9° 26′ 23″ O | Groß Meckelsen 57, Grabhügel | Durchmesser ca. 10 m und Höhe ca. 0,5 m. Rundlich.                                                                                                 | 28982477 | BW   |
| 53° 16′ 38″ N, 9° 26′ 20″ O | Groß Meckelsen 58, Grabhügel | Durchmesser ca. 15 m und Höhe ca. 0,7 m. Rand allmählich auslaufend. In der Mitte alte flache Einsenkung; ältere Rückespur in West-Ost-Richtung.   | 28982478 | BW   |
| 53° 15′ 49″ N, 9° 27′ 9″ O  | Groß Meckelsen 59, Grabhügel | Durchmesser ca. 15 m und Höhe ca. 0,5 m. Rund. Flach gewölbt, Rand allmählich auslaufend.                                                          | 28982479 | BW   |
| 53° 16′ 53″ N, 9° 26′ 20″ O | Groß Meckelsen 60, Grabhügel | Durchmesser ca. 14 m und Höhe ca. 0,8 m. Rund. Ebenmäßig geformt, Mitte abgeflacht, Rand abgesetzt. Ältere Rückespur von Süd nach Nord.            | 28982582 | BW   |
| 53° 17′ 2″ N, 9° 26′ 11″ O  | Groß Meckelsen 61, Grabhügel | Durchmesser ca. 14 m und Höhe ca. 0,4 m. Flach, ebenmäßig; flach auslaufender Rand.                                                                | 28982583 | BW   |
| 53° 17′ 7″ N, 9° 26′ 3″ O   | Groß Meckelsen 62, Grabhügel | Durchmesser ca. 14 m und Höhe ca. 1,5 m. Rand im Westen leicht auslaufend, sonst abgesetzt. Im oberen Bereich der Ost-Seite Mulde durch Viehtritt. | 28982584 | BW   |

### Groß Meckelsen 31
- ID:28982704
- Gruppe von 24 Grabhügeln, die meisten durch tiefe Forstgräben gestört. Hinweisschild vorhanden.

| Lage                        | Bezeichnung       | Beschreibung | ID       | Bild |
| --------------------------- | ----------------- | --- | -------- | ---- |
| 53° 17′ 29″ N, 9° 27′ 58″ O | Groß Meckelsen 31 | Durchmesser ca. 15 m und Höhe ca. 1 m. Rand schwach abgesetzt; Süd-Rand von Forstweg leicht eingeschnitten. Oberfläche abgeflacht; alte Eingrabung.                                                                              | 28982705 | BW   |
| 53° 17′ 28″ N, 9° 27′ 57″ O | Groß Meckelsen 32 | Durchmesser ca. 9 m und Höhe ca. 0,5 m. Ebenmäßig gewölbt, nach Westen und Osten sanft auslaufender Rand. Von West nach Ost schmaler Bahnweg eingetieft; Süd-Teil von Bahngraben angeschnitten.                                  | 28982574 | BW   |
| 53° 17′ 27″ N, 9° 27′ 59″ O | Groß Meckelsen 33 | Durchmesser ca. 23 m und Höhe ca. 1,2 m. Hoch gewölbt, Rand nach West und Ost abgesetzt, sonst allmählich auslaufend. Süd-Teil von Eisenbahndamm angeschnitten. In der Mitte flache Einsenkung.                                  | 28982577 | BW   |
| 53° 17′ 28″ N, 9° 28′ 0″ O  | Groß Meckelsen 34 | Durchmesser ca. 16 m und Höhe ca. 0,45 m. Flach und weit gewölbt, Rand sanft auslaufend. Im Süden ca. 1/3 durch einen Ost-West verlaufenden Forstweg beschädigt.                                                                 | 28982578 | BW   |
| 53° 17′ 27″ N, 9° 28′ 3″ O  | Groß Meckelsen 35 | Durchmesser ca. 20 m und Höhe ca. 0,9 m. Flach und weit gewölbt, Rand sanft auslaufend. Süd-Rand von Graben, Nord-Rand schwach von Forstweg von West nach Ost angeschnitten. Alte Rückespur im Süd-Teil, Einsenkung etwa mittig. | 28982588 | BW   |
| 53° 17′ 27″ N, 9° 28′ 5″ O  | Groß Meckelsen 36 | Durchmesser ca. 18 m und Höhe ca. 1 m. Flach und weit gewölbt, Rand allmählich auslaufend. Am Nord-Rand zum Forstweg deutliche Kante.                                                                                            | 28982589 | BW   |
| 53° 17′ 29″ N, 9° 28′ 2″ O  | Groß Meckelsen 37 | Durchmesser ca. 13 m und Höhe ca. 0,7 m. Flach und weit gewölbt, Rand allmählich auslaufend. In der Mitte flache Einsenkung. | 28982590 | BW   |
| 53° 17′ 29″ N, 9° 28′ 3″ O  | Groß Meckelsen 38 | Durchmesser ca. 17 m und Höhe ca. 1,1 m. Hoch und unregelmäßig gewölbt, Rand schwach abgesetzt. In der Mitte alte flache Einsenkung. Über den Süd-Ost-Teil alter Forstweg flach eingetieft.                                      | 28982591 | BW   |
| 53° 17′ 30″ N, 9° 28′ 2″ O  | Groß Meckelsen 39 | Durchmesser ca. 13 m und Höhe ca. 1 m. Ebenmäßig. Rand allmählich auslaufend; Nord- und Süd-Rand von Pflanzgraben angeschnitten.                                                                                                 | 28982592 | BW   |
| 53° 17′ 30″ N, 9° 28′ 3″ O  | Groß Meckelsen 40 | Durchmesser ca. 20 m und Höhe ca. 1,3 m. Hoch gewölbt, Rand abgesetzt. Drei tiefe Forstgräben von West nach Ost. | 28982593 | BW   |
| 53° 17′ 31″ N, 9° 28′ 0″ O  | Groß Meckelsen 41 | Durchmesser ca. 12 m und Höhe ca. 0,6 m. Rand sanft auslaufend. Durch Planierraupe abgeflacht, Nord-Rand von Wall überschüttet.                                                                                                  | 28982597 | BW   |
| 53° 17′ 31″ N, 9° 28′ 3″ O  | Groß Meckelsen 42 | Durchmesser ca. 13 m und Höhe ca. 1 m. Rand abgesetzt; Nord- und Süd-Rand von Forstgräben angeschnitten. Von Westen nach Osten tiefer Forstgraben.                                                                               | 28982598 | BW   |
| 53° 17′ 31″ N, 9° 28′ 6″ O  | Groß Meckelsen 43 | Durchmesser ca. 17 m und Höhe ca. 1,3 m. Hoch gewölbt, Rand abgesetzt. Tiefe Forstgräben durch den Nord- und Süd-Rand sowie von Osten nach Westen; am Ost-Rand Forstweg.                                                         | 28982599 | BW   |
| 53° 17′ 29″ N, 9° 28′ 7″ O  | Groß Meckelsen 44 | Durchmesser ca. 17 m und Höhe ca. 0,5 m. Flach gewölbt, Rand sanft auslaufend. Oberfläche durch Tierbaue zerklüftet. Tiefer Forstgraben durch den nördlichen Teil von West nach Ost. Süd-Ost-Teil durch Forstweg geschnitten.    | 28982700 | BW   |
| 53° 17′ 30″ N, 9° 28′ 8″ O  | Groß Meckelsen 45 | Durchmesser ca. 20 m und Höhe ca. 0,5 m. Flach gewölbt, weit; Rand sanft auslaufend. Von Westen nach Osten drei tiefe Forstgräben.                                                                                               | 28982701 | BW   |
| 53° 17′ 33″ N, 9° 28′ 6″ O  | Groß Meckelsen 46 | Durchmesser ca. 13,5 m und Höhe ca. 1 m. Hoch und ebenmäßig gewölbt, Rand abgesetzt. Tiefer Pflanzgraben von West nach Ost; teilt den Hügel in zwei längliche Kuppen. West-Rand von Forstweg angeschnitten.                      | 28982702 | BW   |
| 53° 17′ 33″ N, 9° 28′ 6″ O  | Groß Meckelsen 47 | Durchmesser ca. 13 m und Höhe ca. 0,8 m. Ebenmäßig, Rand schwach abgesetzt. Im südlichen Teil von Westen nach Osten flacher Forstgraben.                                                                                         | 28982600 | BW   |
| 53° 17′ 34″ N, 9° 28′ 8″ O  | Groß Meckelsen 48 | Durchmesser ca. 18,5 m und Höhe ca. 1 m. Ebenmäßig gewölbt, Rand schwach abgesetzt. Von West nach Ost tiefe Forstgräben; Süd-Rand durch Weg angeschnitten.                                                                       | 28982601 | BW   |
| 53° 17′ 34″ N, 9° 28′ 5″ O  | Groß Meckelsen 49 | Durchmesser ca. 14 m und Höhe ca. 1 m. Ebenmäßig, Rand schwach abgesetzt. Von West nach Ost tiefe Forstgräben; Ost-Rand von Forstweg angeschnitten.                                                                              | 28982602 | BW   |
| 53° 17′ 34″ N, 9° 28′ 2″ O  | Groß Meckelsen 50 | Durchmesser ca. 16 m und Höhe ca. 1,1 m. Ebenmäßig; Rand schwach abgesetzt. Von Westen nach Osten drei Forstgräben. | 28982695 | BW   |
| 53° 17′ 36″ N, 9° 28′ 5″ O  | Groß Meckelsen 51 | Oval, L. 24 m (N-S); Br. 18 m (O-W); H. 1 m. Von Westen nach Osten drei Forstgräben. Forstweg von Norden nach Süden über die Mitte.                                                                                              | 28982696 | BW   |
| 53° 17′ 36″ N, 9° 28′ 7″ O  | Groß Meckelsen 52 | Durchmesser ca. 17 m und Höhe ca. 1 m. Ebenmäßig; Rand abgesetzt. Von Westen nach Osten drei Forstgräben. | 28982697 | BW   |
| 53° 17′ 37″ N, 9° 28′ 7″ O  | Groß Meckelsen 53 | Durchmesser ca. 20 m und Höhe ca. 1,1 m. Ebenmäßig; Rand schwach abgesetzt. Von Westen nach Osten drei Forstgräben. | 28982575 | BW   |
| 53° 17′ 31″ N, 9° 28′ 8″ O  | Groß Meckelsen 96 | Durchmesser ca. 12 m und Höhe ca. 0,5 m. Unförmig. Stark durch große Tierbaue zerwühlt. | 28982580 | BW   |